# Орлівка (Чернігівський район)
Орлі́вка (місц. — Орлу́вка) — село в Україні, у Куликівській селищній громаді Чернігівського району Чернігівської області. Відстань до центру громади становить близько 16 км і проходить автошляхом Т 2522.

## Загальні відомості
Навколишні села: Грабівка, Дроздівка, Смолянка, Переходівка, Куликівка (селище), Стодоли
Дані про село Орлівку Куликівського району станом на 01.05.2006 р.
У селі Орлівка налічується 470 дворів, у яких проживає 1009 жителів. 468 чоловіків, 541 жінка. 166 будинків незаселені. В селі проживає 38 одиноких чоловіків, та 129 одиноких жінок. В 133 будинках живуть по двоє, в 170 будинках проживає більше двох. 142 жителі приїжджі, решта корінні жителі.  Газифікація села триває. 
У 283 господарствах утримується 457 корів. 187 дворів корів не утримують. В селі налічується 90 коней, 335 свиней, 3377 птиці, 25 кіз. 65 дворів не утримують ніякої живності.
Історичні пам'ятки не збереглися.
На 01.01.2015 року — 840 жителів (за даними комісії по підготовці адміністративної реформи).

## Географія
У селі бере початок річка Чучмань, ліва приток Укши. 

## Історія
Орлівка розташована на півдні Куликівського району, на алювіальній рівнині, найбільша абсолютна висота 122 м. 
Про виникнення села найновіші відомості з книги Кулаковського «Чернігово-Сіверщина у складі Речі Посполитої», стр.284:"Більш інтенсивно почала заселятися протягом 1630-40-х рр. територія між Смолянкою та Десною, яка була поділена на невеликі ленні володіння. Крім Смолянки та, ймовірно Олішевки, які існували перед Смоленською війною, тут виникла низка населених пунктів. На північний схід від Смолянки раніше 1638 р. була осаджена Орлівка — анклавний населений пункт, що входив до Чернігівської волості.
За переказами, на жаль документально не підтвердженими, на тому місці, де зараз знаходиться Орлівка, у давнину була лісиста місцевість, протікала річка Чучман. На високих деревах гніздились орли. Їх було дуже багато, вони винищували в навколишніх поселеннях домашню живність. Були організовані мисливські групи, які дісталися до «орлиного царства». Дуби поступово вирубали, орлів — знищили, а на річечці Чучман виросло невелике поселення, від якого і бере свій початок Орлівка. З архівних джерел відомо, що наказний гетьман Яким Сомко дав «вибельському сотнику Степану Шубе привилей на деревню Грабовку да на деревню Орловку. Государь подтверждает распоряженіє грамотою от 26 мая 1661 г».
На 19 ст. Орлівка - козацьке та власницьке село Дроздівської волості Ніжинського повіту Чернігівської губернії.
В «Описании Черниговской губернии» видання 1898 року Олександр Русов дає такі дані про Орлівку: початок 18 ст. — бл 100 дворів, кінець його — 127 дворів, 1858 рік — 337 дворів, 1892 р. — 458, 1896—497, 1897—503 двори i 3085 жителів.
Великих землевласників у селі не було. Його основну частину становили козаки. Найбільше землі мав поміщик Микита Тризна (500 десятин), а також Яким Козлов, Трифон Козлов, Горбан, Хорошкевич, Скорина. Полковник Микита Тризна приїхав в Орлівку доживати свій вік. У поміщика був управляючий, на сезонні роботи наймали селян. Донька Марія Тризна була членом організації «Народна воля». Її разом з іншими засудили за замах на Олександра III, але вона втекла (ніби-то її під телячими шкірами привезли в Орлівку). Жила в селі нелегально, потім вийшла заміж за лікаря Тесана. Марія Тризна після Лютневої революції 1917 року відкрила в своєму будинку школу.
До революції більшість селян жили дуже бідно, у багатьох господарствах не було корів і коней. Лікувального закладу в селі не було. Багато людей хворіли і рано помирали. Особливо високою була дитяча смертність. Бідність, неписьменність і дикість ставали причиною частих бійок, особливо під час храмових свят. Було поширене старцювання.
Земська трикласна школа в Орлівці була відкрита приблизно у 1880 році, а церковно-приходська значно раніше. У 1885 році земство починає будівництво трикласного приміщення школи, яке було закінчене у 1896 році.
У 1917-1919 роках у селі кілька разів змінювалась влада. Орлівці воювали в різних арміях - РСЧА, Добровольчій, є також документально підтверджений підстаршина ДА УНР - Опанас Козлів.
У 1928 — 29 роках, під час примусової колективізації, в Орлівці створено перші колгоспи «Згода», «Зірка», «Вільна праця», «Жовтень», ім. Будьонного. У 1932 році всі дрібні колгоспи об'єдналися в один — ім. Ворошилова, а потім утворилося два ім. Ворошилова та ім. Кагановича, які проіснували до 50-х років. 
В 1932-33 роках село постраждало від Голодомору.
Друга світова війна для жителів села почалась з Польського походу 1939-го року, продовжилась в Зимовій війні (1939-40), під час якої серед орлівців, які служили в РСЧА, були втрати.
Безпосередньо в село, війна прийшла восени 1941-го - Орлівка була окупована німцями 9 вересня 1941 року.  
Були створені на базі колгоспів Сільськогосподарські громади з подібними функціями. Молодь вивозили на примусові роботи в Німеччину. 
У селі була створена група радянських підпільників з 24 чоловік на чолі з Петром Конашевичем, діяльність якої активізувалась з наближенням фронту в 1943 році. Частина з них брала участь в партизанському з'єднанні "За Батьківщину". 
Німців було вигнано 17 вересня 1943 року. З війни не повернулися додому 368 орлівців. Жителі села воювали на різних фронтах — під Сталінградом, Ленінградом, Москвою, на Курській дузі, звільняли Польщу, Чехословаччину, Угорщину, Румунію. Декому з фронтовиків пощастило зустріти перемогу в Берліні. 
Колгосп ім. Кагановича з 1944 року очолював О. Ю. Шимко. Він багато зробив для села. При ньому село радіофікувалось і електрифікувалось, збудовано тваринницькі приміщення, лікарню. У 1960 році обидва колгоспи об'єднались в один «Україна». Було збудовано ремонтну майстерню, прокладено асфальтні дороги, розпочато будівництво типового приміщення школи, яке завершено у 1970 році. За колгоспні кошти було збудовано дитячий садок, молочний комплекс на 800 корів, багато тваринницьких приміщень, житлових будинків, впорядковано території села і виробничих дільниць. Прибуток колгоспу у 1980 році становив 1 млн. 65 тис. крб, у 1984 році — 3 млн крб. Це було одне з найміцніших господарств у районі, яке, на жаль, у переломний час історії одне з перших перейшло у розряд банкрутів. У 2000 році КСП «Україна» припинило своє існування.
Село Орлівка — газифіковане. «Блакитний вогник» прийшов у 325 будинків. Газифікація триває.
12 червня 2020 року, відповідно до розпорядження Кабінету Міністрів України № 730-р «Про визначення адміністративних центрів та затвердження територій територіальних громад Чернігівської області», село увійшло до складу Куликівської селищної громади.
19 липня 2020 року, в результаті адміністративно-територіальної реформи та ліквідації Куликівського району, село увійшло до складу Чернігівського району.

## Символіка
Затверджений 5 жовтня 2015 р. рішенням XXVI сесії сільської ради VI скликання. Автор — Сергій Шелудько.

### Герб
У срібному полі чорний орел із золотим озброєнням. На зеленій базі дві схрещені срібні шаблі із золотими ефесами. Щит обрамований декоративним картушем і увінчаний золотою сільською короною. Орел вказує як на назву села, так і на його територіальне розташування в Чернігівській області. Схрещені шаблі нагадують про козацьке минуле Орлівки. Число шабель символізує поділ козаків села на два курені, які існували за часів Гетьманщини.

### Прапор
Квадратне полотнище складається з двох горизонтальних смуг — білої та зеленої (3:1). У центрі верхньої смуги — чорний орел із жовтим озброєнням, у центрі нижньої — дві схрещені білі шаблі з жовтими ефесами.

## Видатні люди
Іван Миколайович Веремій на фронтах Другої світової війни воював з 1941 року. У 1945 році, за кілька місяців до кінця війни, танкісту з Орлівки присвоєно високе звання Героя Радянського Союзу, а у післявійськовий час  — звання генерал-майора. Проживав у Києві. Його сину, льотчику-випробувачу, у 1984 році також було присвоєно звання Героя Радянського Союзу. Помер Іван Веремій у 1998 році, за заповітом похований в Орлівці.

## Голодомор
Люди вимирали цілими сім'ями. Неможливо читати спокійно свідчення очевидців того страшного часу. Трупи померлих голодною смертю валялися всюди, їх згрібали і хоронили в одній ямі. Навіть при наближенні до села було чути трупний сморід. У листопаді 2007 року в селі було відкрито пам'ятний знак — Хрест, як нагадування і вшанування безневинних жертв голодомору. На території села є і інші пам'ятники — козацька могила, меморіальний знак на честь загиблих односельчан в роки війни, пам'ятник Невідомому солдату в парку села, жертвам фашизму та учасникам громадянської війни.

## Населення

### Мова
Розподіл населення за рідною мовою за даними перепису 2001 року:
| Мова       | Кількість | Відсоток |
| ---------- | --------- | -------- |
| українська | 1107      | 98.66%   |
| російська  | 13        | 1.16%    |
| румунська  | 2         | 0.18%    |
| Усього     | 1122      | 100%     |

## Економіка
У селі створено і працюють п'ять фермерських господарств, які взяли у населення земельні паї в оренду. Жодне з них не є правонаступником КСП «Україна». Першим утворилось у 2000 році ТОВ «Злагода», яке очолював I.I.Чорний. Потім воно розділилось на два невеликих господарства.
I нині ТОВ «Злагода», яким керує Л. В. Скорина, — одне з найбільших в Орлівці. Воно орендує 240 гектарів землі, у тому числі 191 га ріллі. Тут працює 6 чоловік, на сезонні роботи запрошують ще двох працівників. На сівбі ярини були зайняті два трактори: новий МТЗ і Т-74. Є три зернозбиральних комбайни, надаються послуги населенню. За одну виорану сотку в «Злагоді» беруть 7 грн. Є млин, де всі охочі за певну оплату можуть змолоти борошно.
Крім «Злагоди», на орлівських землях працюють ФГ «Лісова поляна» (А. Е. Шабала), ФГ «Бабич» (Н. А. Бабич), ФГ «Мрія-К» (Т. Г. Чорна) ФГ Мороза В. М. Орендує паї у орлівців і СФГ «Колос» (В. В. Труш), Баришівська зернова компанія «GrainGrain Alliance» .

## Освіта
У Орлівській ЗОШ І-ІІІ ст. навчається 72 учні, працює 15 учителів. Очолює педколектив Лідія Станіславівна Носенко.
60 відсотків педагогів мають вищу і першу категорію. Директор школи Л. С. Носенко і вчитель української мови і літератури Н. М. Куліченко -Відмінники народної освіти. Надія Михайлівна — старший учитель.
У школі є комп'ютерний клас, працюють гуртки і секції, більшість — зі спортивним ухилом. Завдяки спонсорській допомозі шкільна бібліотека поповнилась чудовою літературою і є однією з найкращих в районі.

## Медицина
Орлівська сільська лікарня стала відомою на всю Україну завдяки відчайдушному кроку керівника лікувального закладу. 14 травня 2003 року Владислав Цуприк у кабінеті сільського голови облив себе бензином і на очах у колег підпалив. До цього його підштовхнула безвихідь: через непорозуміння місцевої та районної влади не був затверджений сільський бюджет і декілька місяців орлівські медпрацівники не отримували зарплату. Надто дорогою ціною заплатив Владислав Ілліч за відновлення справедливості — життям.
Нова лікарня в Орлівці стала в дію у 1993 році. Розрахована на 10 ліжок. Щодня по медичну допомогу до Орлівської дільничної лікарні звертаються люди трьох населених пунктів — Орлівки, Грабівки та Смолянки (в них мешкає понад 3 тисячі жителів). Головний лікар — Ольга Іванівна Цуприк.
Завдяки спонсорській допомозі в лікарні з'явились мікроскоп, кардіограф, кольоровий телевізор, комп'ютер. На першому поверсі поновлено лінолеум.

## Дитсадок
Найтепліше крило школи віддане під дитячий садок «Світанок», який відновив роботу з 1 вересня 2007 року. Його відвідує 17 хлопчиків і дівчаток. Персонал дитсадка — 5 чоловік, деякі не на повну ставку. Спонсори з інституту міжнародних відносин подарували закладу іграшки.

## Прізвища
Прізвища: Носенко, Шимко, Легеда, Таценко, Постол, Тимошенко, Шевченко та ін.

## Транспорт
Із сходу на захід через село проходить Автошлях Т 2501. Він йде від Смолянки до Дроздівки.

## Галерея

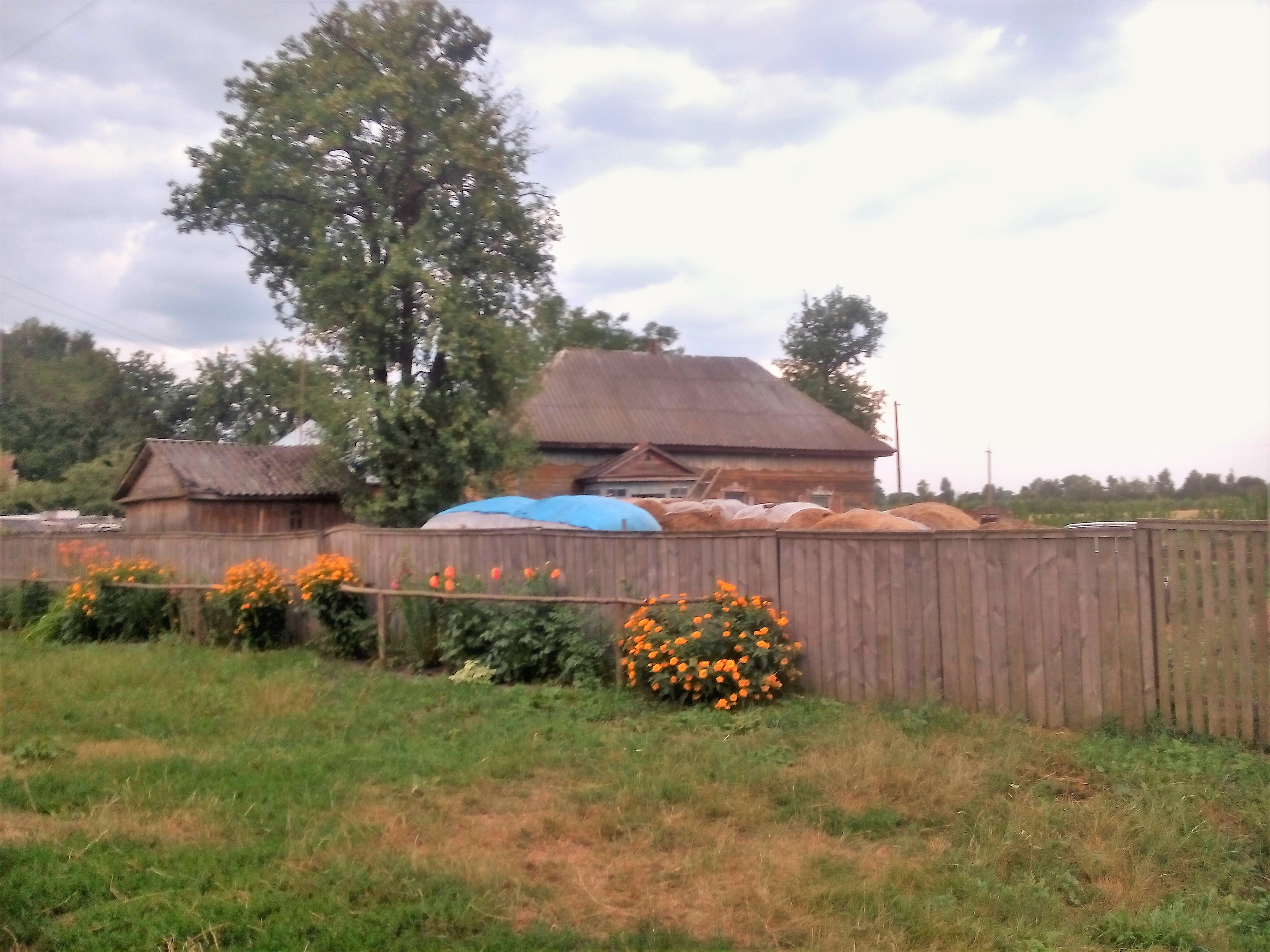
Типова хата
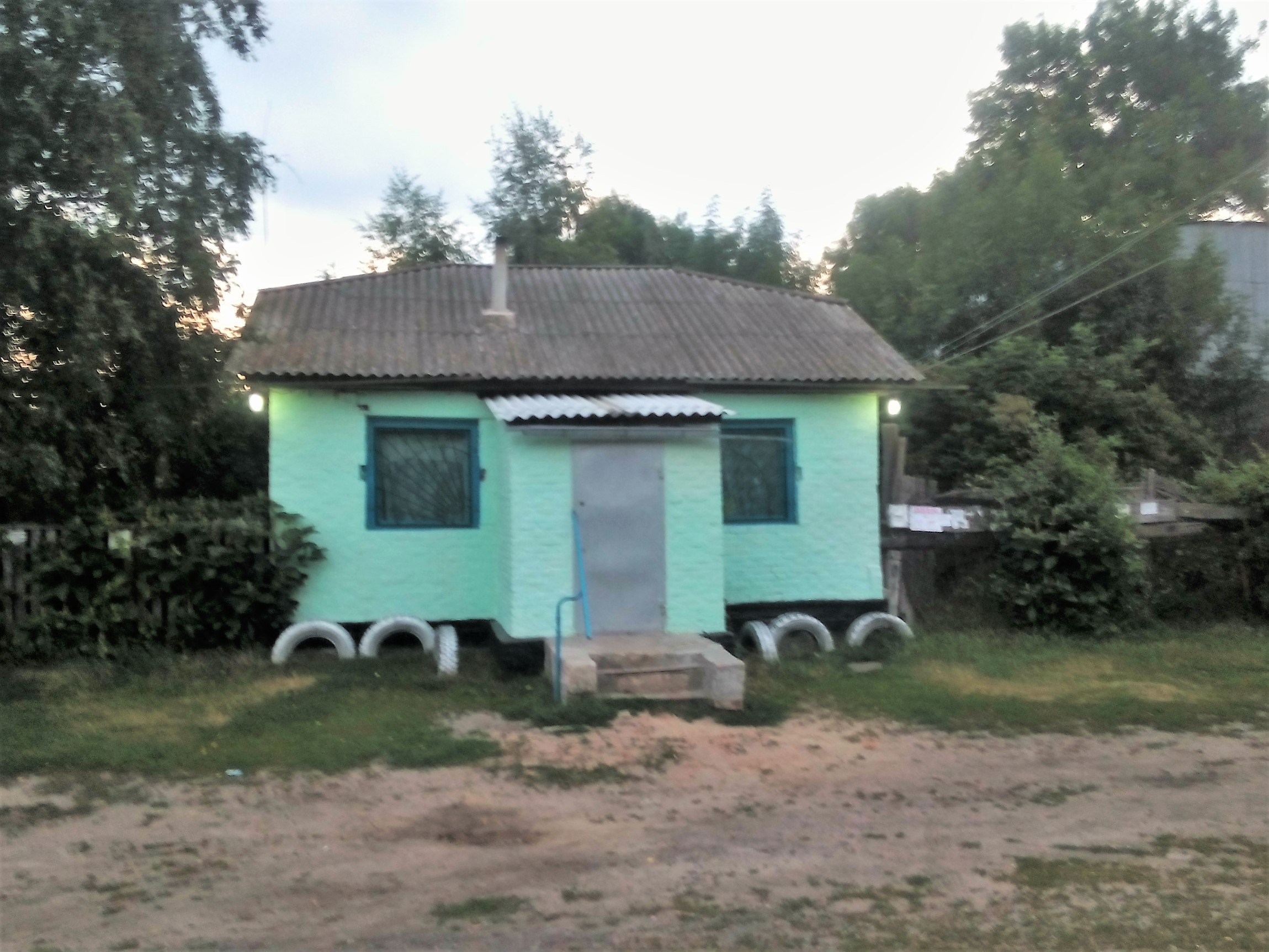
Магазин
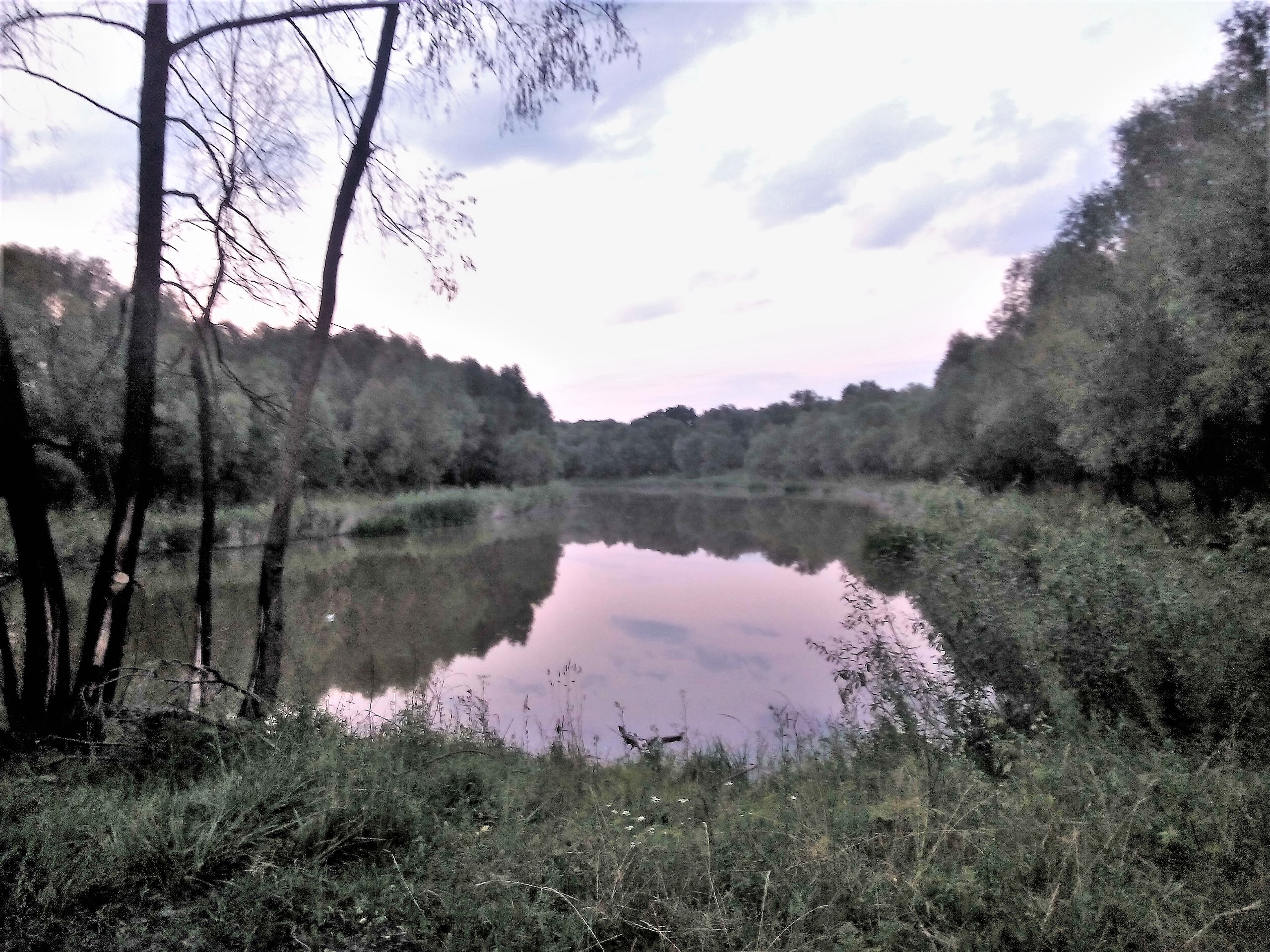
Ставок
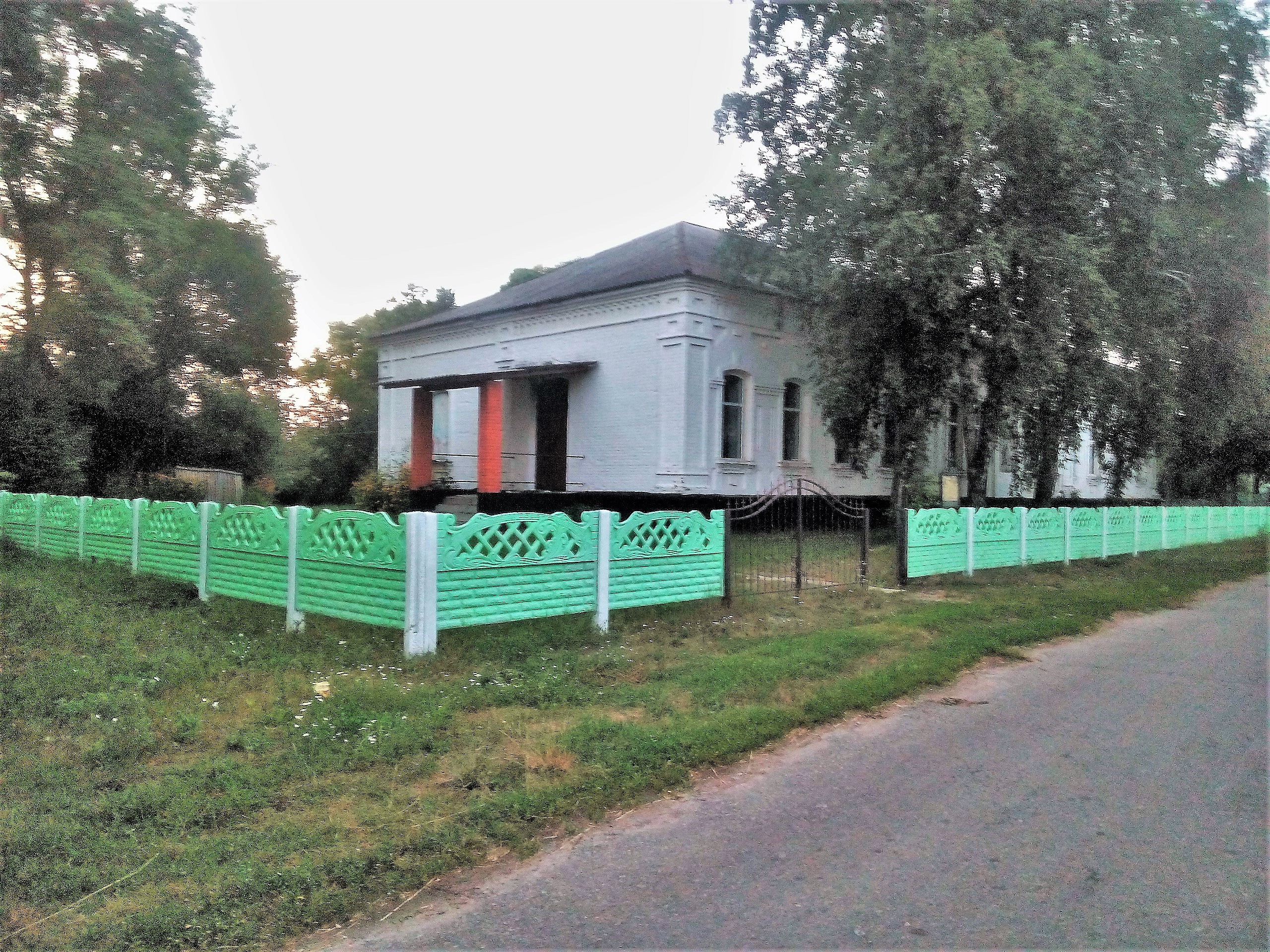
Церква
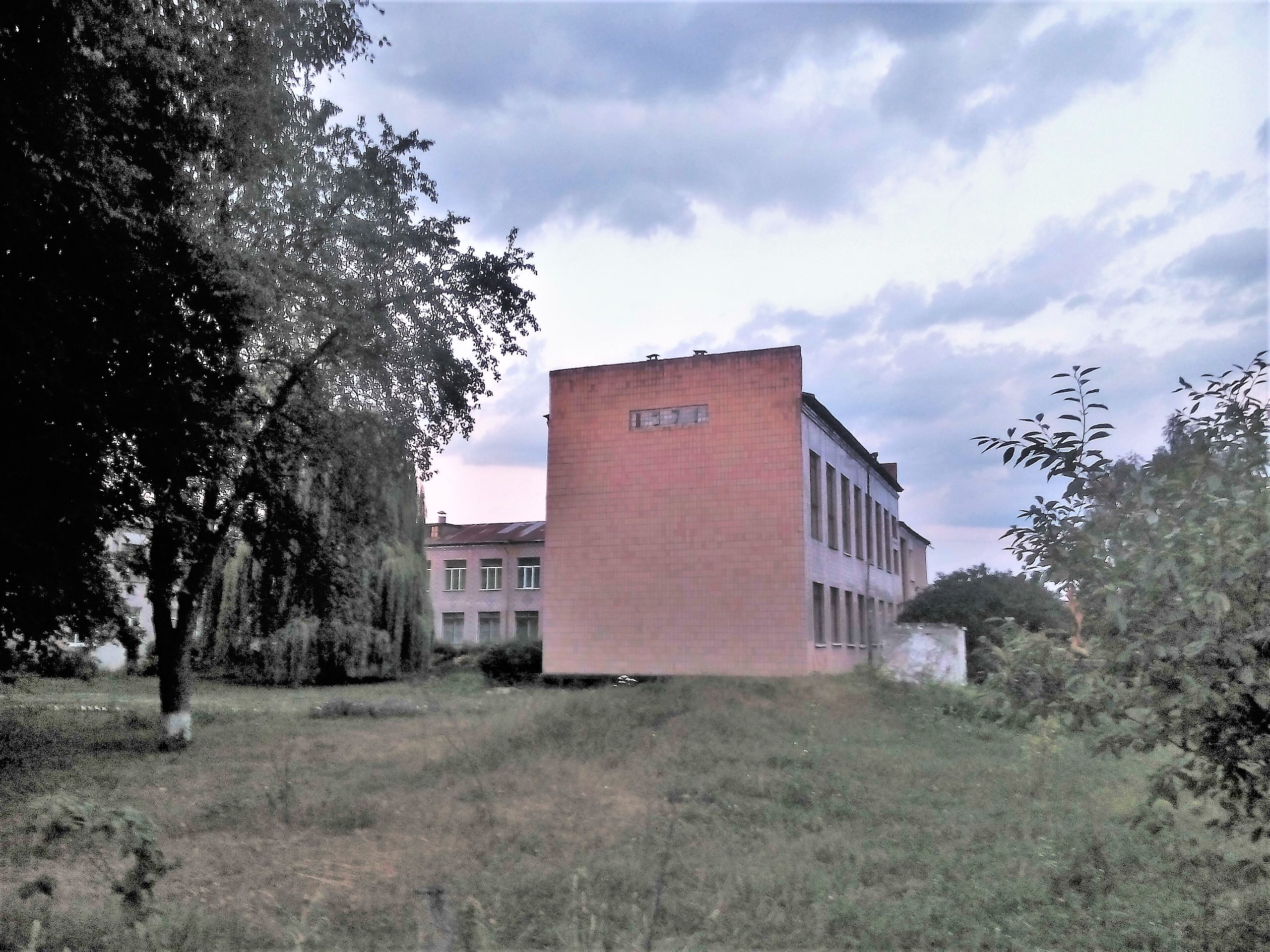
Школа
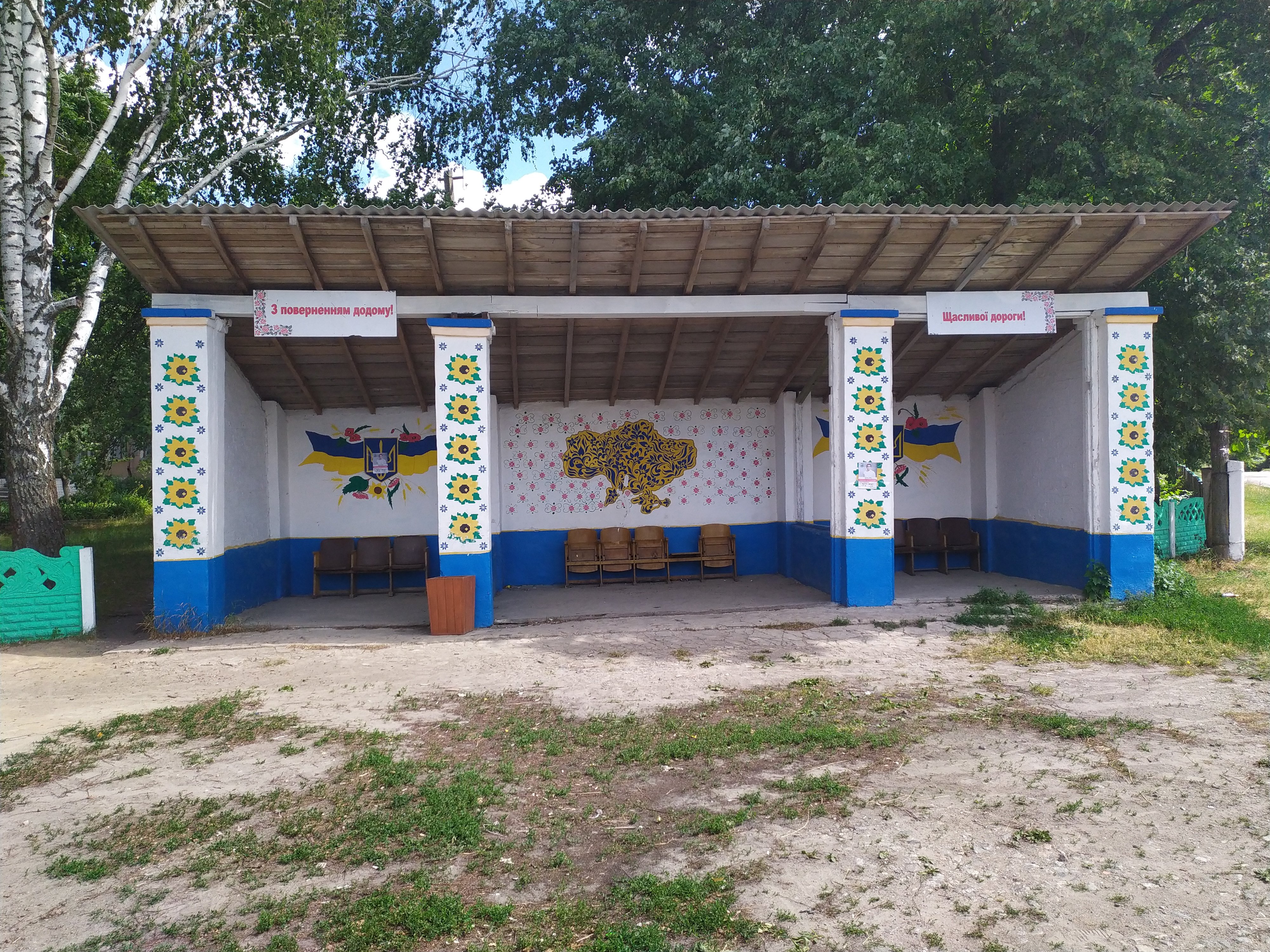
Зупинка автотранспорту
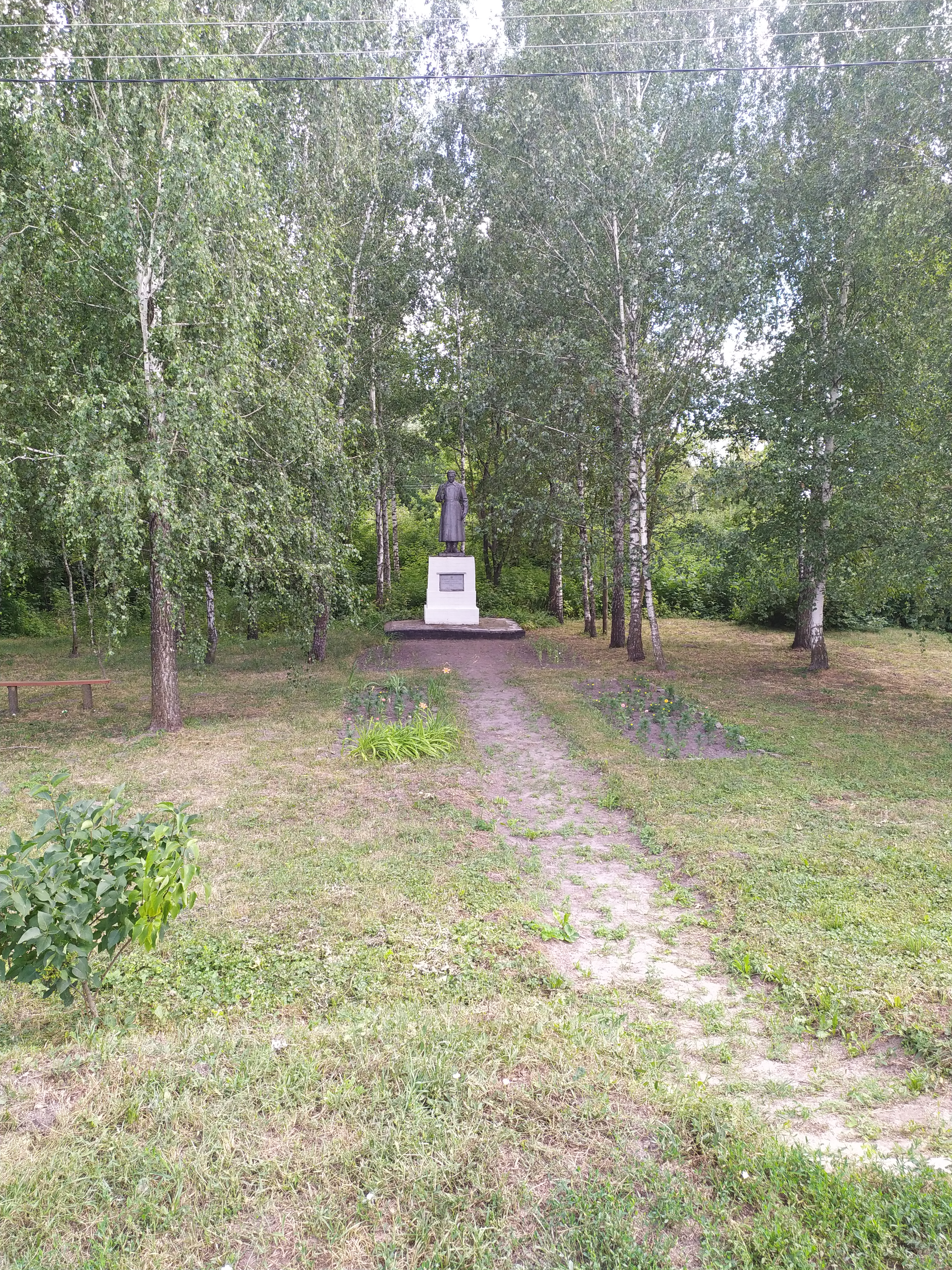
Пам'ятник
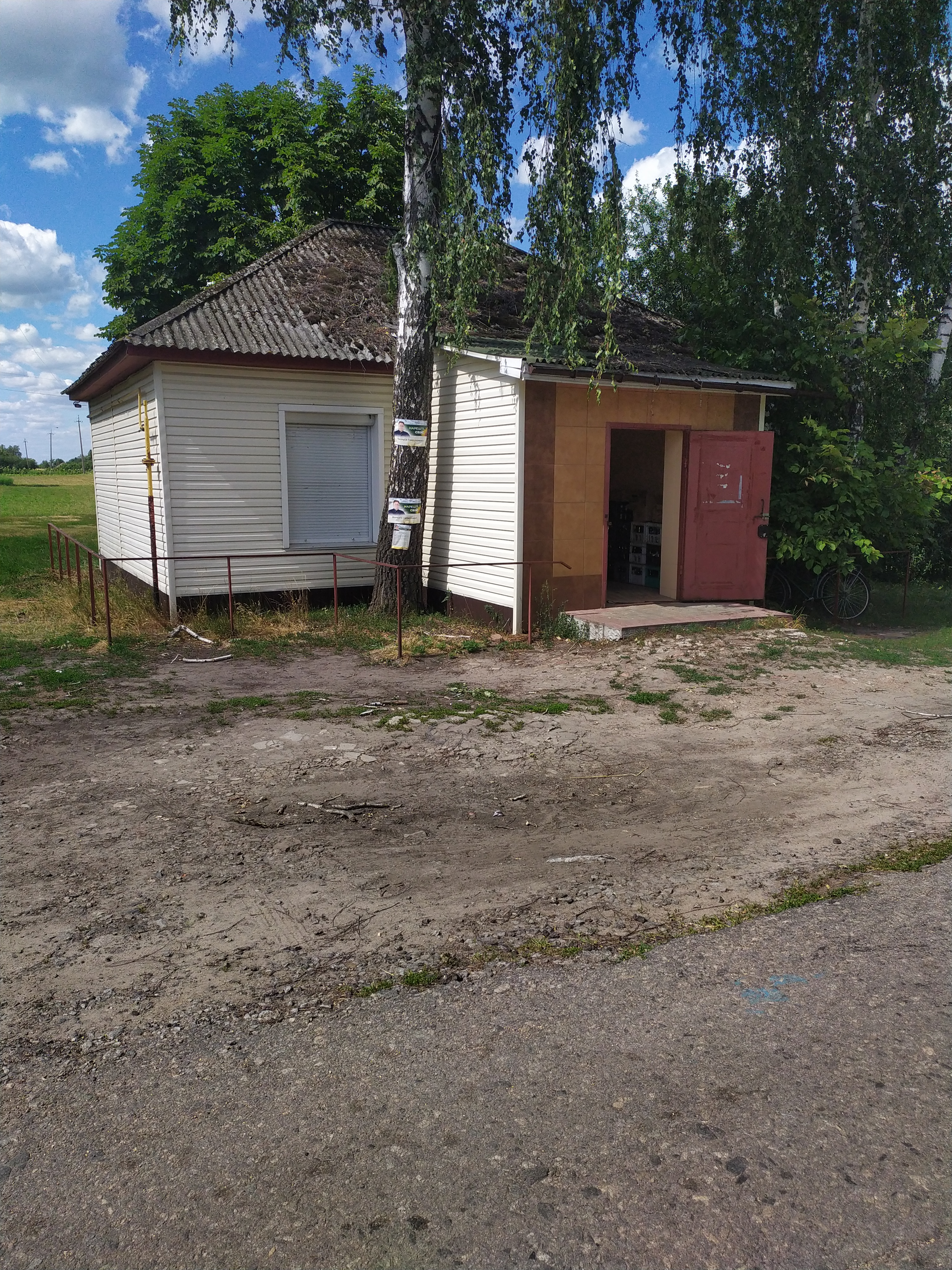
Магазин
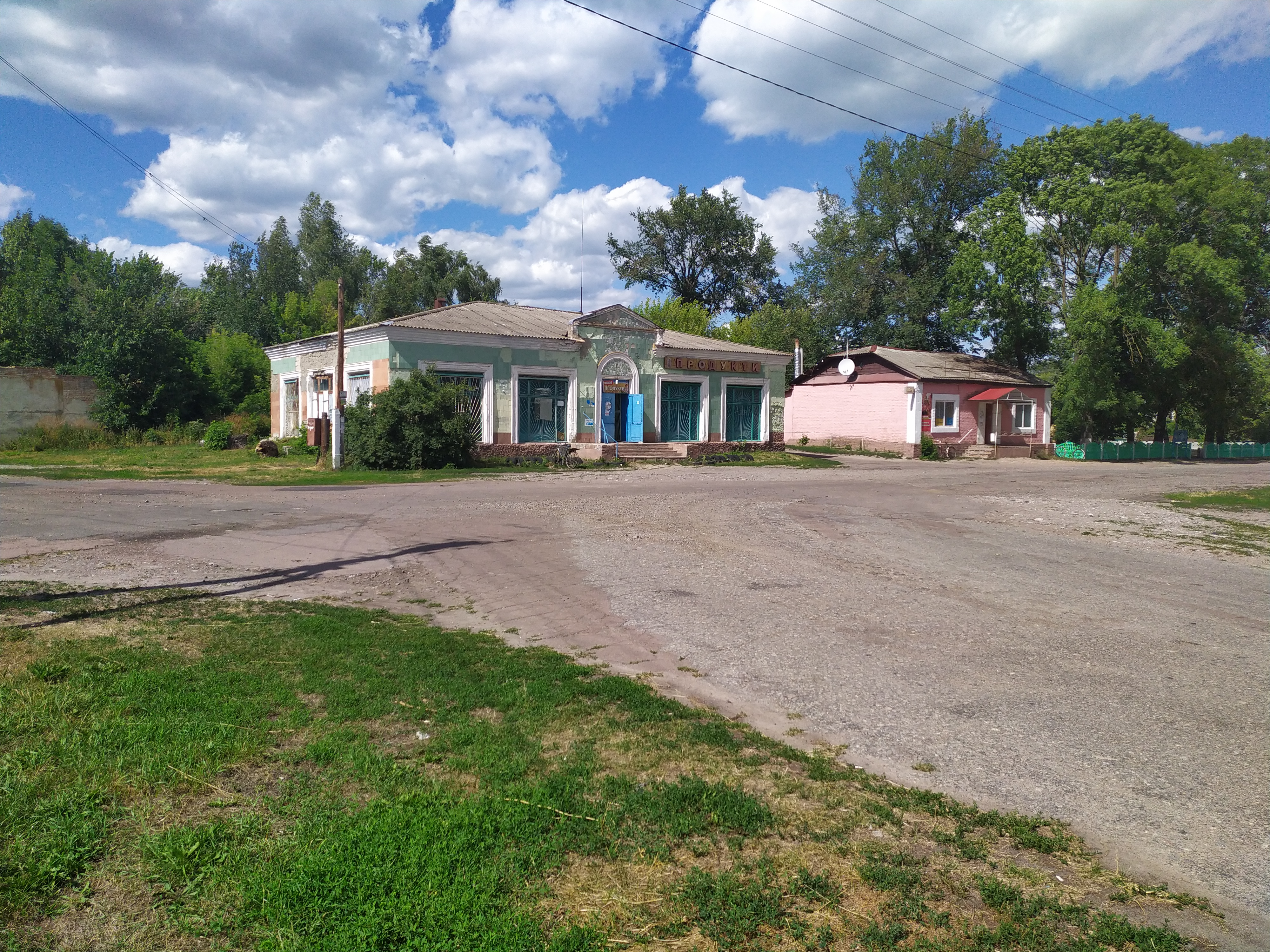
Магазини
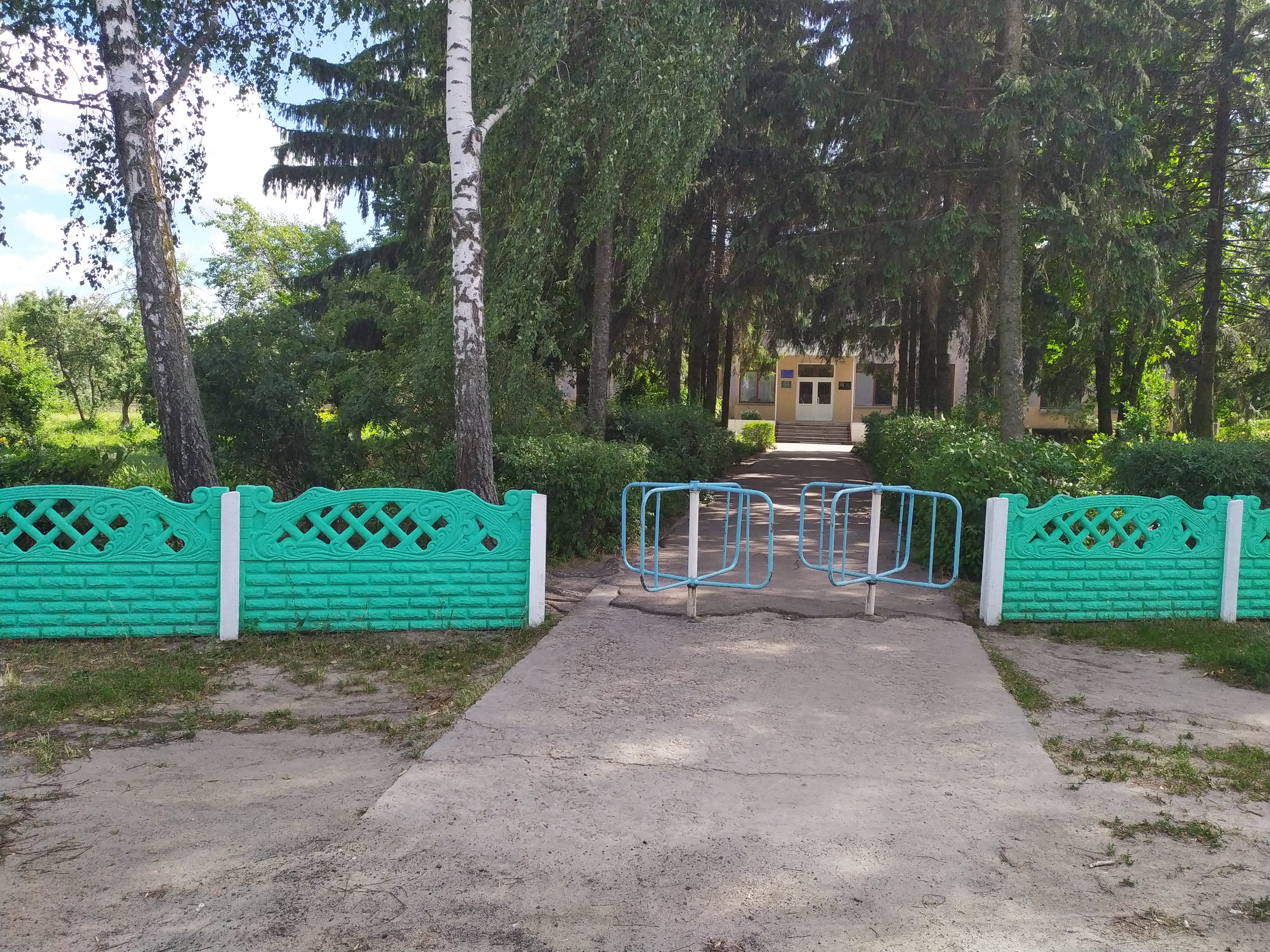
Школа
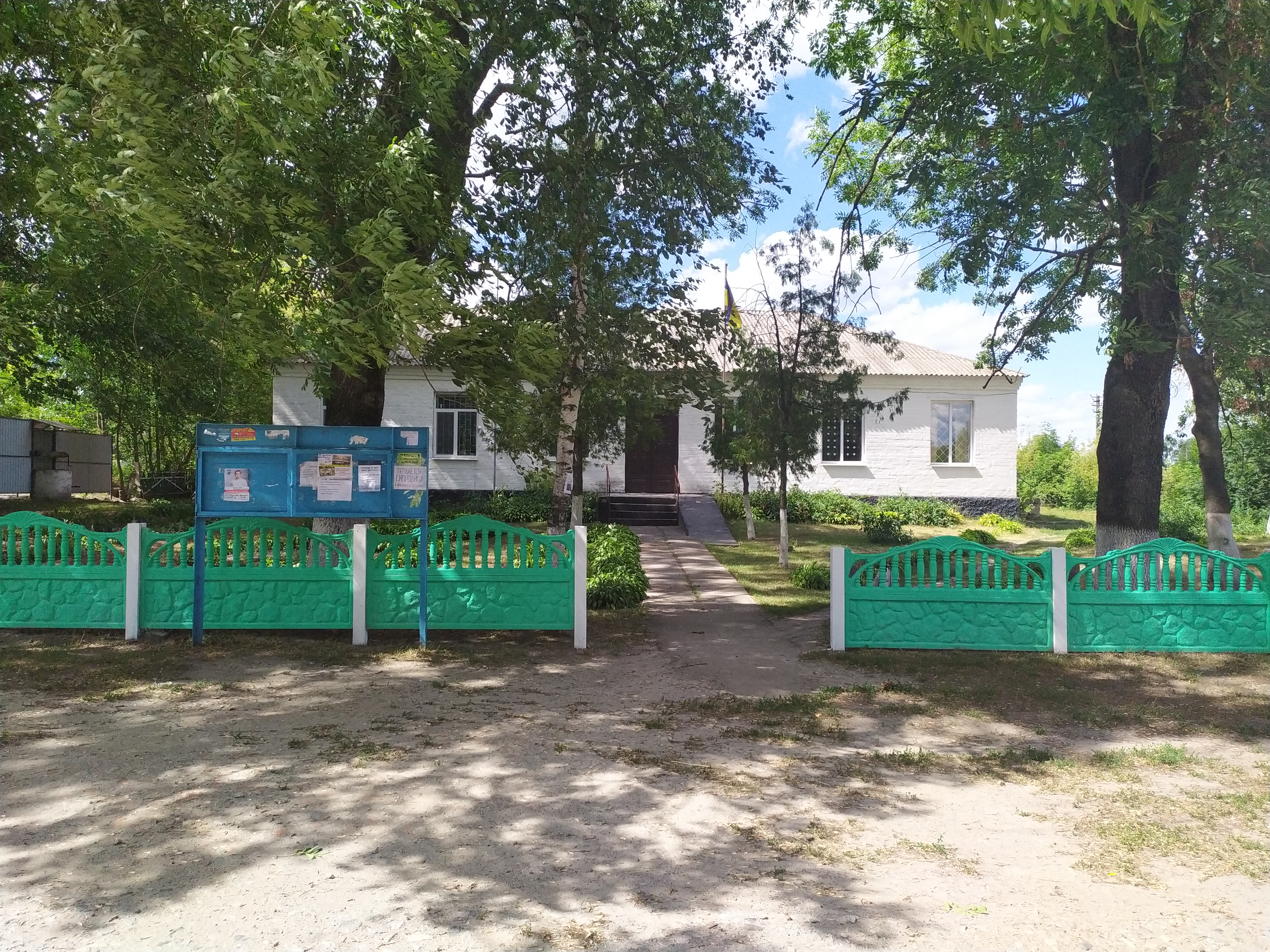
Сільська рада
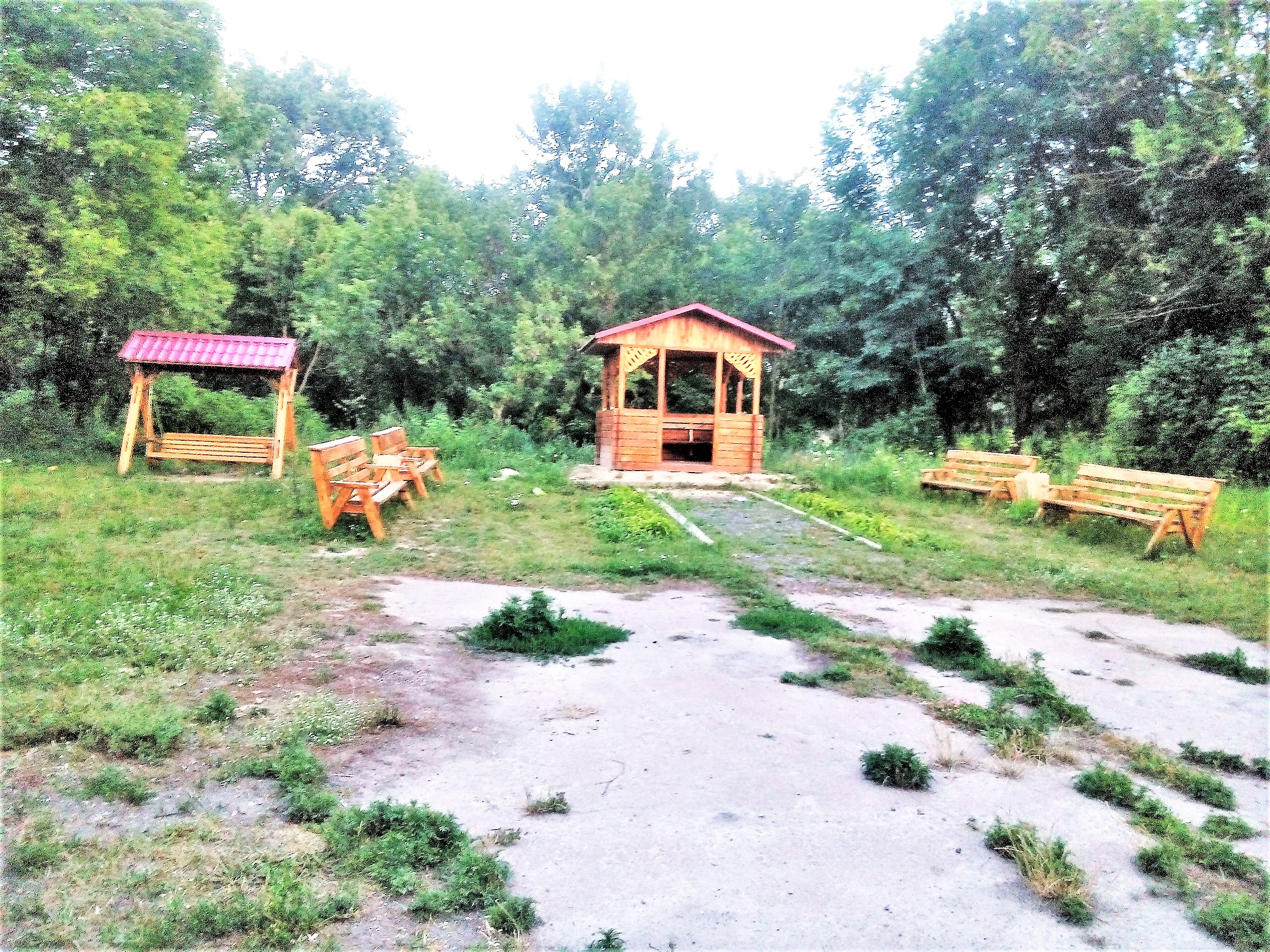
Дитячий майданчик